# Szabu, más néven Ibebi
Szabu, más néven Ibebi ókori egyiptomi pap volt, Ptah főpapja az V. dinasztia végén, a VI. dinasztia elején, Unisz és Teti uralkodása alatt.
Szabu szakkarai masztabasírja (Mariette számozása szerint: E1) számos feliratot tartalmaz, melyek beszámolnak arról, milyen nagy kegyben állt Szabu a fáraónál, valamint hogy Unisz és Teti alatt is szolgált. Szabu és fia, Ptahsepszesz kettős masztabába temetkeztek (E1 és E2). Volt egy másik fia is, Szabu, aki talán azonos azzal a Szabu, más néven Tjeti nevű személlyel, aki követte a főpapi székben.
Címei: Ptah főpapja; királyi pohárnok; a király titkainak őrzője minden helyén; akit a király nagy becsben tart; Ptah főpapja, aki kapcsolatban áll a Kettős Házzal; aki részt vesz az ünnepeken; aki kedvére tesz minden kézművesnek; akit minden uralkodó becsben tart; az udvar tagja, aki közel áll ura szívéhez; ura szívének kedvence; akit ura szeret; akit Ptah tisztel; aki azt teszi, amit az isten kíván tőle minden nap, a király színe előtt.

## Fordítás
- Ez a szócikk részben vagy egészben  a   Sabu also called Ibebi című angol Wikipédia-szócikk ezen változatának fordításán alapul.  Az eredeti cikk szerkesztőit annak laptörténete sorolja fel. Ez a jelzés csupán a megfogalmazás eredetét és a szerzői jogokat jelzi, nem szolgál a cikkben szereplő információk forrásmegjelöléseként.